# Notosacantha bezdeki
Notosacantha bezdeki is een keversoort uit de familie bladkevers (Chrysomelidae). De wetenschappelijke naam van de soort werd in 2002 gepubliceerd door Swietojanska.